# 福島章恭
福島 章恭（ふくしま あきやす、1962年（昭和37年） -　）は、日本の音楽評論家、合唱指揮者。
桐朋学園大学声楽科卒業。音楽評論家として1994年（平成6年）柴田南雄音楽賞奨励賞を受賞。2015年7月、大阪フィルハーモニー合唱団の合唱指揮者に就任。

## 著書
- クラシックCDの名盤　宇野功芳,中野雄共著　1999.10　文春新書
- クラシックCDの名盤 演奏家篇　宇野功芳,中野雄共著　2000.10　文春新書
- モーツァルトをCDで究める　毎日新聞社　2002.3
- 交響曲CD絶対の名盤　毎日新聞社　2005.3
- モーツァルト百科全書 名曲と人生を旅する　毎日新聞社、2006
- バッハをCDで究める　毎日新聞社　2010.3

## 参考
福島章恭　合唱指揮とレコード蒐集に生きるⅢ